# Aéroport de Bibanga
L'aéroport de Bibanga (code OACI : FZWB) est une piste d'atterrissage desservant le village de Bibanga dans la province du Kasaï-Oriental, en République démocratique du Congo .

## Voir Aussi